# شهرستان لوزینتسا
شهرستان لوزینتسا (به بلغاری: Loznitsa Municipality) یک شهرستان در بلغارستان است که در استان رازگراد واقع شده‌است. شهرستان لوزینتسا ۲۴۹٫۴۸ کیلومتر مربع مساحت و ۹٬۷۳۲ نفر جمعیت دارد.